# 亞歷山大角

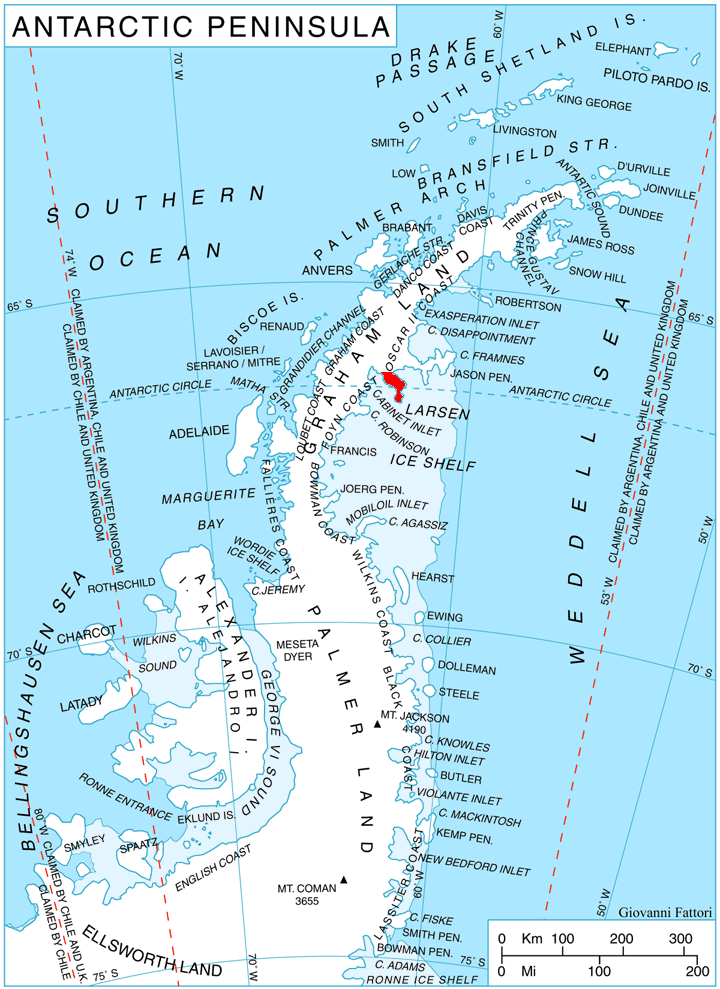

66°44′S 62°37′W / 66.733°S 62.617°W
亞歷山大角（英語：Cape Alexander）是南極洲的海岬，位於葛拉漢地東岸，是邱吉爾半島的南端，由英國探險隊繪入地圖，以該國的第一海軍大臣命名。